# Distrito de Mon
Mon (en hindi: मोन ज़िला) es un distrito de la India en el estado de Nagaland. Código ISO: IN.NL.MN.
Comprende una superficie de 1786 km².
El centro administrativo es la ciudad de Mon Town.

## Demografía
Según censo 2011 contaba con una población total de 250671 habitantes, de los cuales 118609 eran mujeres y 132062 varones.